# 차르바그

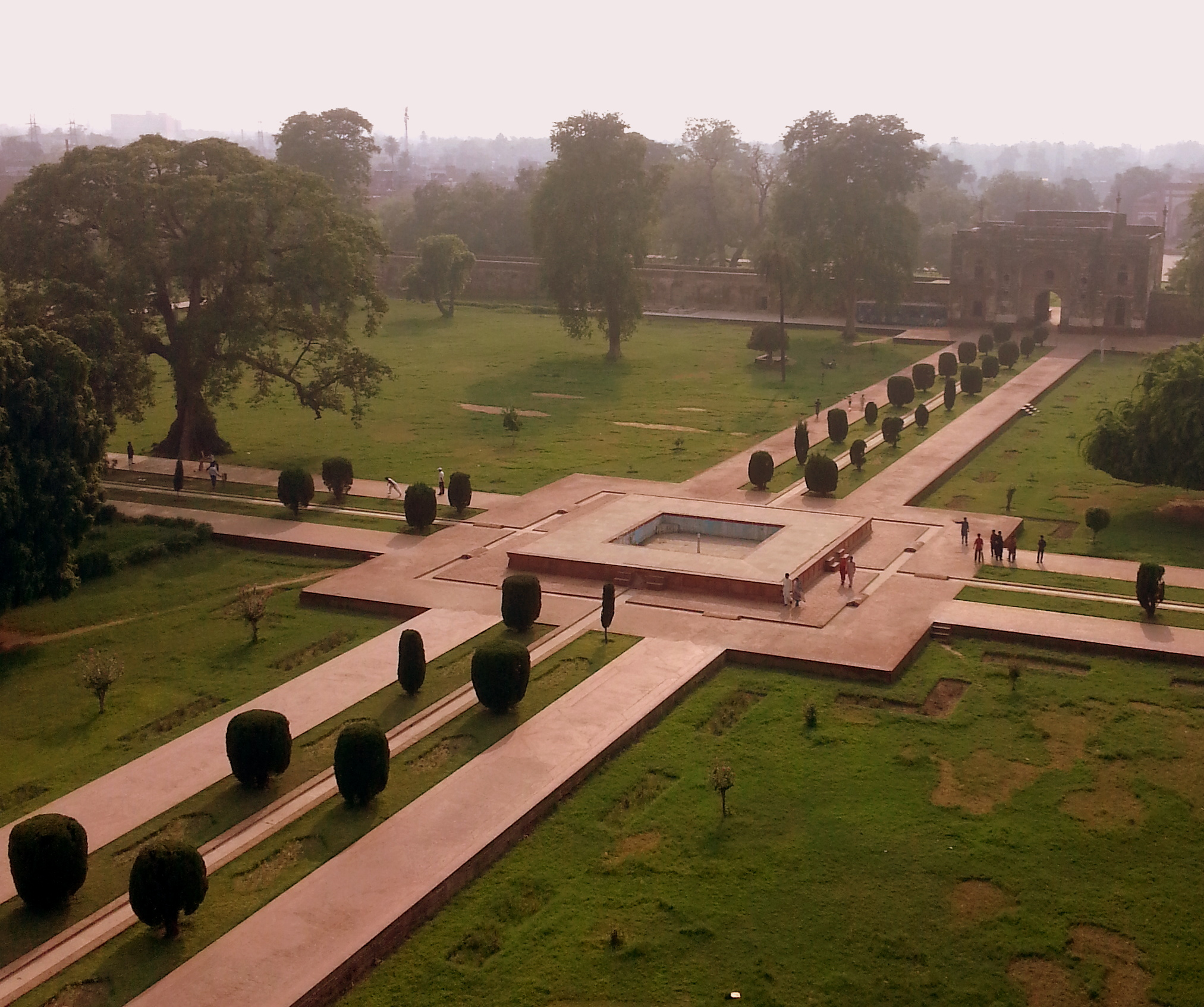
라호르의 차르바그

차르바그(charbagh) 또는 차하르바그(chaharbagh, 페르시아어: چهاربات, 로마자 표기: chahārbāgh, 의미: '4개의 정원', 힌디어: चارbagh़ chārbāgh, 우르두어: چار باج chār bāghbāgh, 벵골어: চারবাঘ)는 페르시아어이며 4개의 레이아웃을 갖춘 페르시아식 사각형 정원 전통적으로 수로로 분리된 정원은 쿠란에 언급된 천국의 4개 정원과 4개 강을 함께 나타낸다. 차하르바그는 흐르는 물 대신 산책로로 나눌 수도 있다. 이러한 정원은 서아시아(이란 포함), 남아시아(파키스탄 및 인도 포함), 북아프리카 및 이전 알 안달루스 전역의 국가에서 발견된다. 차르바그의 유명한 예는 인도의 타지마할이다.

## 같이 보기
- 낙원정원